# Donji Garevci
Donji Garevci (en serbe cyrillique : Доњи Гаревци) est un village de Bosnie-Herzégovine. Il est situé sur le territoire de la ville de Prijedor et dans la république serbe de Bosnie. Selon les premiers résultats du recensement bosnien de 2013, il compte 807 habitants.

## Géographie
Le village est situé au sud-est de Prijedor, à la confluence des rivières Repušnica et Kozaruša, qui, mêlant leurs eaux, forment la rivière Garevača ; cette rivière ainsi constituée se jette dans le Gomjenica-kanal. Le territoire du village est de plus situé sur la rive septentrionale du lac de Saničani.

## Démographie

### Évolution historique de la population dans la localité
| 1948 | 1953 | 1961 | 1971 | 1981 | 1991 | 2013 |
| ---- | ---- | ---- | ---- | ---- | ---- | ---- |
| -    | -    | 756  | 587  | 842  | 538  | 807  |

|  |